# Vodni filter
Vodni filter odstrani vse nečistoče v vodi s pomočjo fine fizične pregrade, kemične obdelave ali biološkim procesom. Filtri očistijo vodo za različne namene kot so: namakanje, pitno vodo, akvarije in bazene.

## Zgodovina pitne vode
Med 19. in 20. stoletjem se vodni filtri za domačo proizvodnjo vode na splošno delijo na počasne peščene in hitre peščene filtre ( imenovane tudi mehanske filtre in ameriške filtre ).Medtem ko je bilo veliko manjših sistemov za filtracijo vode pred letom 1800, Paisley na Škotskem je prvo priznano mesto za filtracijo vode za celotno mesto. Paisley filters je začela delovati leta 1804 s počasnim peščenim filtrom. Skozi 18 stoletje je bilo zgrajenih na stotine počasnih peščenih filtrov v združenem kraljestvu ( Anglija ) in drugje po Evropi. Prvo tako obratovalno napravo s počasnim peščenim filtrom so postavili v Lawrencu, Massachusetts, USA, leta 1893 zaradi nenehnih izbruhov epidemij ( tifus )iz onesnažene vode.  Prvo napravo na počasen peščen filter, ki je delovala neprekinjeno je izdelal Allen Hazen za mesto Albany, New York, leta 1897. Moses N.Baker je leta 1948 napisal najobširnejšo knjigo o zgodovini filtracije vode, ki pa je dobila svoj ponatis leta 1981.
Leta 1800 je bila mehanska filtracija industrijski proces, količina filtrirane vode je bila 60 hitrejša kot pri peščenem filtru, prav tako je zavzela manj prostora.Prva velika moderna tovarna v ameriki je zgrajena v Little Falls, New Jersey, za podjetje East Jersey Water Company. Georg W.Fuller je zasnovalec in nadzornik konstukcije, ki so jo odprli za obratovanje leta 1902.

## Metode filtracije
Filtri se uporabljajo za različne namene, največkrat za sejanje, adsorbcijo, ionsko izmenjavo. Za razliko od sita ali zaslona lahko filter odstrani delce mnogo manjše od lukenj skozi katere gre voda.

## Vrste filtrov
Vrste filtrov peščeni filter, tkaninski filter, disk filter, media filter ter zaslonski filter.

### Filtri čistilnih naprav
Filtri čistilnih naprav peščeni filter, tkaninski filter, disk filter, media filter, zaslonski filter.

### Uporaba filtrov
Filtri za domačo rabo vsebujejo tudi filtre s karbonsko adsorbcijo, ki se uporabljajo za filtriranje ogljikovih in koviskih delcev iz lahke zlitine, mikropore pri keramičnih filtrih. Odstranijo se še klor, organske spojine, atrazin. Nekateri filtri uporabijo več kot eno metodo filtracije. Primer za to je več pregradni sistem. 

### Certifikacija vodnih filtrov
Akreditirana so tri večje organizacije, s strani Ameriškega nacionalnega inštituta za standarde  ( ANSI ) in vsaka od njih certificira izdelke glede standardov s strani nacionalne znanstvene fundacije ( NSF ). Vsak ANSI, NFS standard zahteva preverjanje učinkovitosti zmanševanja onesnaževanja, vrednotenje enot, vključno z njegovimi materiali in strukturno integriteto, ter pregled kontrolnih nalepk in prodajne literature.
Vsak certificiran vodni filter za domačo uporabo dosega ali presega standarde ANSI/NFS glede pitne vode. ANSI/NFS standardi so v dveh sklopih in sicer ano za zdravstvena vprašanja (na primer odstranitev določenih onesnaževalcev) in enega za estetske zadeve (na primer izboljšanje in sam okus vode).Te certifikate bo treba seveda ali enega ali oba tudi standarizirati.
NFS INTERNATIONAL Zdravljenje vode z NFS filtri po standardih zahteva obsežno testiranje samih produktov ter nenapovedanih kontrolnih revizij. Cilj tega programa je zagotovilo za končne potrošnike, da so kupljeni filtri za čiščenje vode izpopolnjenih oblik, materialov in zahteve za izpopolnitev nacionalnih standardov.
UNDERWRITERS LABORATORIES je neodvisna pooblaščena organizacija za preverjanje domačih enot (filtrov), ki presegajo ali dosegajo EPA in ANSI / NSF standarde, pitne vode z zmanjšanimi nečistočami, estetskimi skrbmi, strukturne celovitosti in materialne varnosti. 
ZDRUŽENJE ZA KAKOVOST VODE  je trgovska organizacija, ki testira opremo za čiščenje vode, ki izpopolnjujejo ali presegajo ANSI / NSF standarde za uspešno zmanjševanje onesnaževanja, strukturne celovitosti in varnosti materialov.
Filtri, ki uporabljajo obratno osmozo so označeni kot prvi absolutni mikronski filter, ki je potrjen s strani ameriškega nacionalnega inštituta za standarde (ANSI). 

### Prenosljivi vodni filtri
Prenosljive vodne filter uporabljajo planinci, vojska in humanitarne organizacije v naravnih nesrečah. Ti so po navadi majhni, lahki in seveda prenosljivi saj tehtajo manj kot pol kilograma, običajno filtrirajo vodo z mehansko ročno črpalko, čeprav nekateri uporabljajo tudi kapljično sifonični sistem, drugi pa so vgrajeni v stekleničke za vodo. Umazana voda se črpa preko zaslonskega filtra s silicijevo fleksibilno cevjo kjer voda konča v posodi. Ti filtri delujejo tako, da iz vode odstranijo bakterije, mikrobiološke ciste ki lahko povzročijo razne bolezni. Ko se filti zamažejo ali se na njih nabere različna nečistoča se lahko z lahkoto zamenjajo same nastavke na katerih so ti filtri. Dobro je da se te filtri ne mešajo z raznimi tabletami ali napravami ki vodo samo očistijo ne pa tudi odstranijo razne viruse kot so rotavirus ali virus hepatitisa A. 

## Poliranje vode
Izraz poliranja vode se lahko nanaša na katerikoli postopek, ki odstrani manjše (po navadi mikroskopske) trdne snovi ali nizke koncentracije razstopljenih snovi v vodi. Proces in njegov pomen se razlikuje od nastavitve do nastavitve proizvajalcev. Proizvajalci akvarijev lahko trdijo da njihovi filtri polirajo vodo tako, da filtri ujamejo mikro delce v blazinice iz najlona ali poliestra ravno tako kot lahko kemijski inženir uporabi izraz, ki se nanaša na odpravo magnetne smole iz rastopine po opravljeni rešitvi v posteljici magnetnih delcev. V tem smislu je poliranje vode celoten sistem hišnega filtriranja vode.

## Poglej tudi
- Izpiranje vode
- Filtracija karbona
- Distilacija
- Obratna osmoza
- Tovarna obratne osmoze
- Ločevalec peska
- Posedanje porečja
- Sanitacija plavalnega bazena